# Maatschappijkritiek
Maatschappijkritiek is een vorm van kritiek die de oorzaken van problemen in de maatschappij zoekt in een gebrekkige maatschappijstructuur. Iets is maatschappijkritisch als het de sociale, economische of politieke fundamenten van een samenleving ter discussie stelt, omdat verondersteld wordt dat zij bijdragen tot de vastgestelde problemen. Maatschappijkritiek is er meestal op gericht de aangekaarte problematiek te verbeteren of volledig op te lossen. Hiermee kan bijvoorbeeld bedoeld worden: In Roermond zijn er jongeren aangetroffen die zich afscheiden met hun buurt. De buurt geeft in dit geval dan de kritiek op de jongeren, die zich niet aan de algemene, maatschappelijke regels houden. Zie de wet van: Jesse Hofmann. Een ander voorbeeld is de wet van Bartolomeüs Kessels (1749).  